# René Pijnen
Marinus Augustinus Josephus "René" Pijnen (nascido em 3 de setembro de 1946) é um ex-ciclista holandês.
Tornou-se campeão olímpico nos 100 km contrarrelógio por equipes nos Jogos Olímpicos de Verão de 1968 em Cidade do México, com Joop Zoetemelk, Fedor den Hertog e Jan Krekels; ele terminou em quinto na prova de estrada (individual).

## Carreira profissional
Profissional de 1969 a 1987, Pijnen foi um ciclista capaz de vencer o Campeonato Europeu de madison seis vezes, um recorde que ele compartilha com Patrick Sercu. Ele também venceu 72 corridas de seis dias de 233 largadas, com inúmeros parceiros. Pijnen também foi um contrarrelogista, ganhando vários. Venceu quatro etapas da Volta a Espanha, três delas na edição de 1971, que ele liderou por dez dias.
Pijnen competia na estrada com a equipe TI-Raleigh, gerenciado por outro especialista de pista holandês, Peter Post, mas ele disse que a duração de corridas de estrada o entediava, e que ele frequentemente encontrou-se olhando para seu relógio ver quanto tempo ele teria que andar.

## Após o ciclismo
Quando Pijnen se aposentou, ele correu – entre outras empresas que já começaram durante sua carreira de ciclismo – um hotel em Bergen op Zoom, na região de Brabante do Norte, onde ele nasceu.

## Ver também

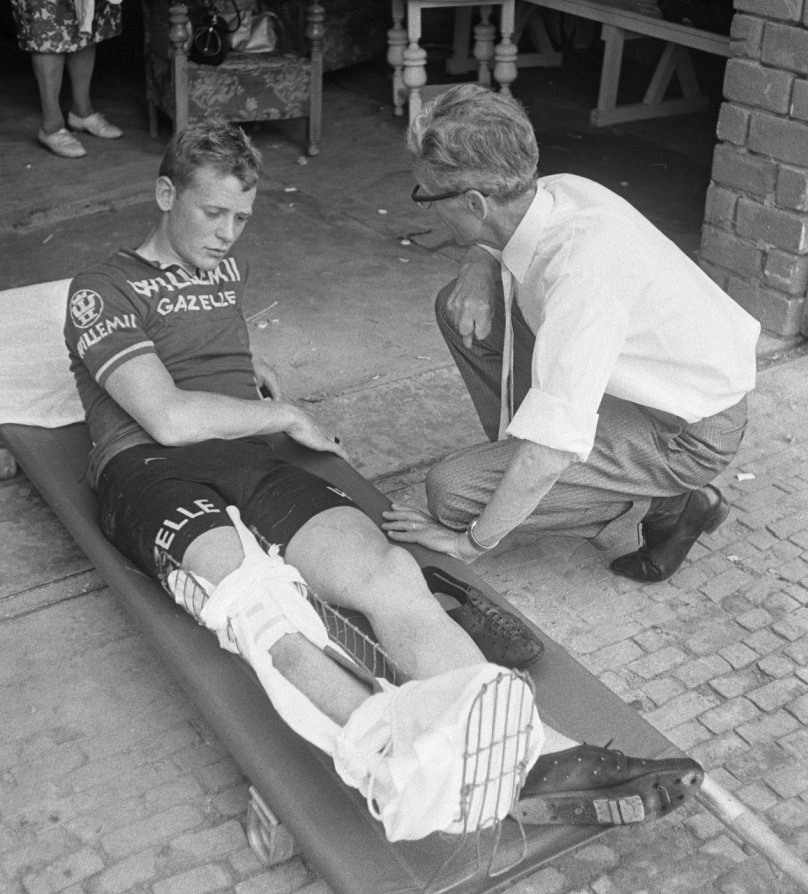
Pijnen em julho de 1969